# Giganteopalpus
Genre
Espèce
Giganteopalpus est un genre monotypique de papillons de la famille des Sphingidae, sous-famille des Macroglossinae, et de la tribu des Macroglossini. 

## Description
L'unique espèce, Giganteopalpus mirabilis, est très similaire à celles du genre Eurypteryx, mais en diffère dans les palpes labiaux agrandis, le deuxième segment qui est plus large que long, et le rebord costal de l'aile postérieure ayant un lobe antémedian important.

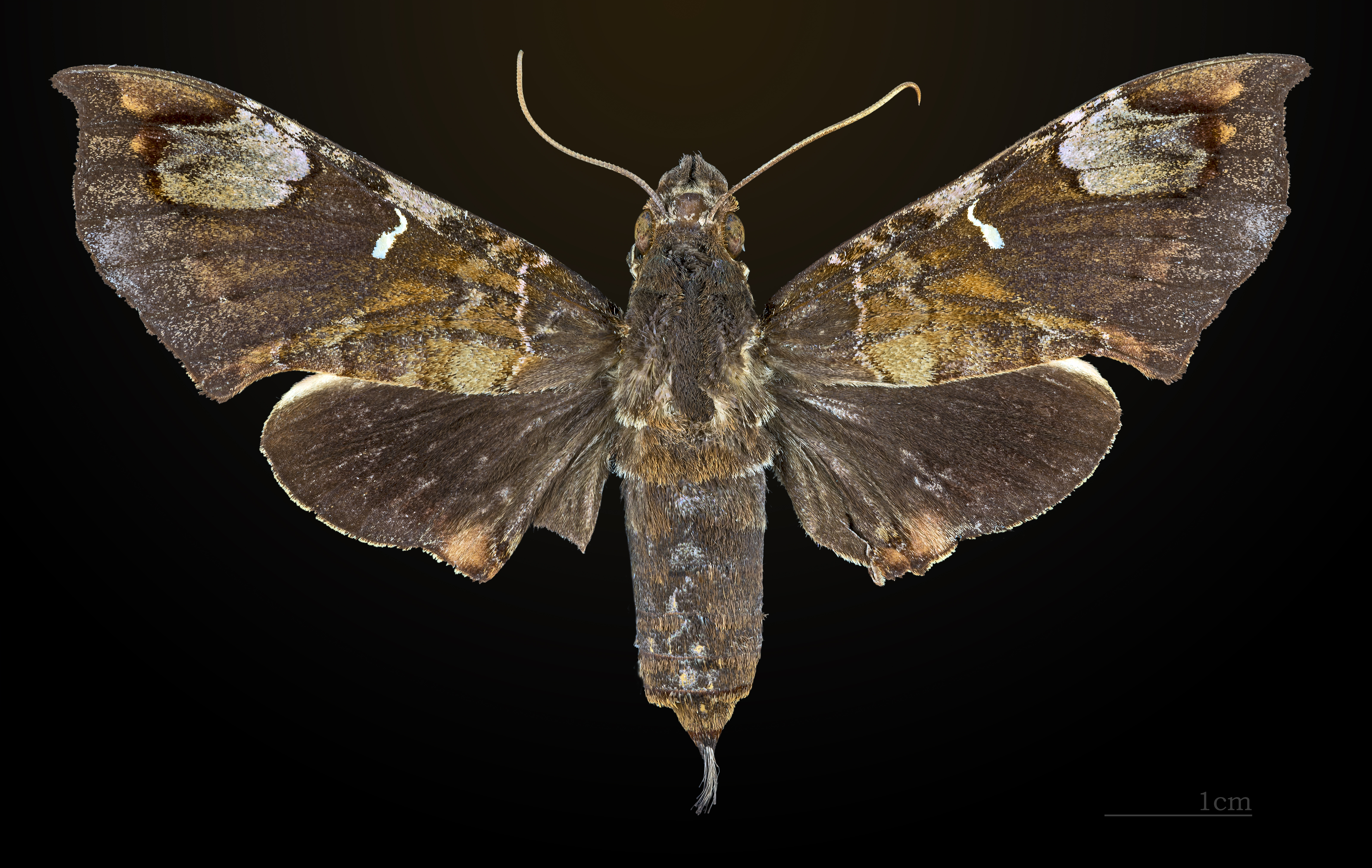
Face dorsale MHNT.
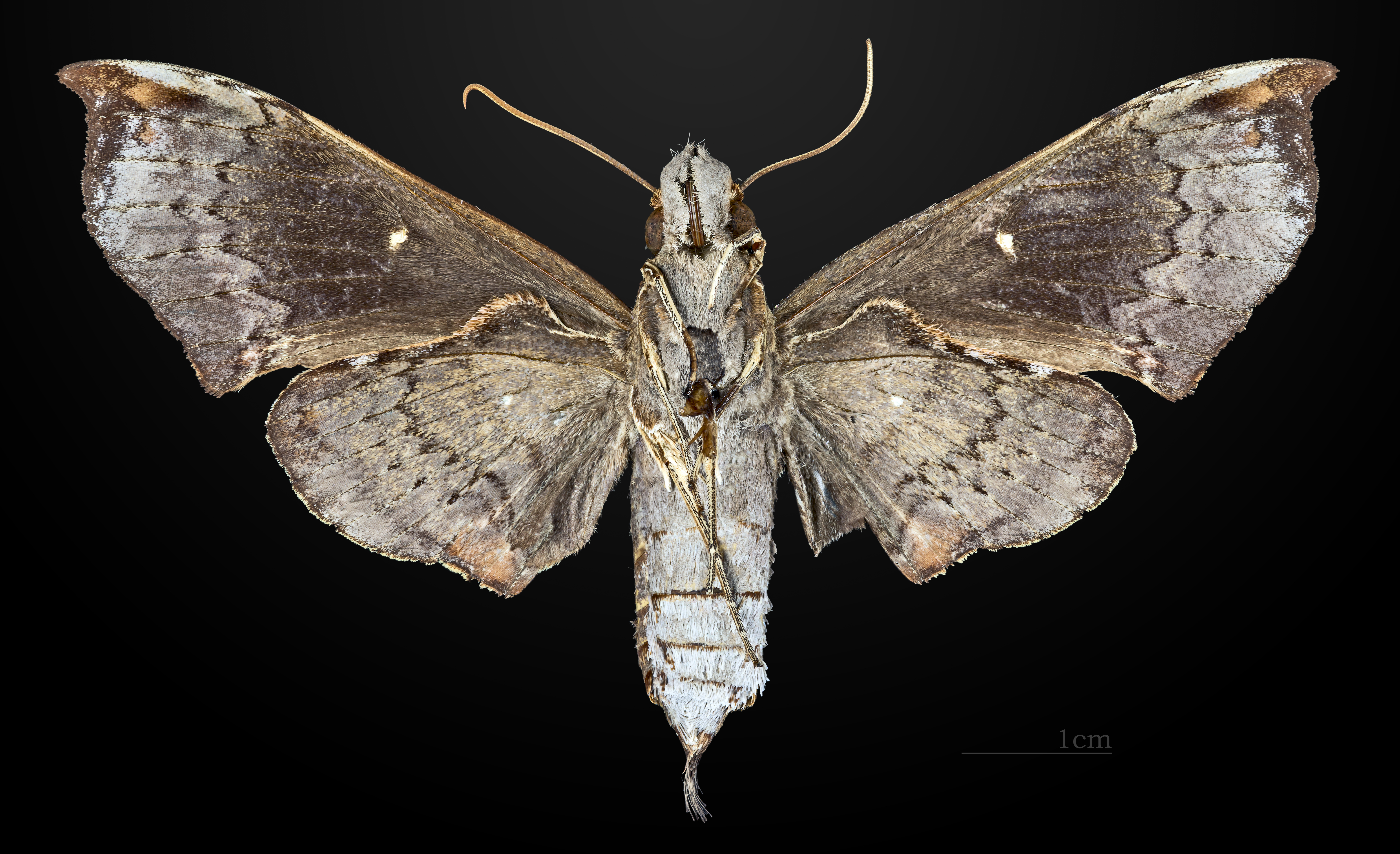
Revers MHNT.

## Répartition et habitat
L'espèce se rencontre au Sundaland.

## Biologie
Les chenilles se nourrissent probablement d’Araceae.

## Systématique
- Le genre Giganteopalpus a été créé en 1895 par l’entomologiste Adolf Huwe (d) (1859-1927).
- La seule espèce et espèce type pour le genre est Giganteopalpus mirabilis ; elle a été décrite en 1895 par Lionel Walter Rothschild (1868-1937) sous le protonyme Eurypteryx mirabilis[2].

### Synonymie
- Eurypteryx mirabilis Rothschild, 1895 (protonyme)
- Giganteopalpus capito Huwe, 1895

### Publication originale
- Espèce Giganteopalpus mirabilis (sous le taxon Eurypteryx mirabilis) :
  - (en) Walter Rothschild, « Descriptions of new Sphingidae in the collection of Dr. Otto Staudinger », Deutsche entomologische Zeitschrift, Allemagne, vol. 7, no 2,‎ 1894, p. 297-302 (lire en ligne, consulté le 19 février 2024).